# Station Proven
Station Proven is een voormalig spoorwegstation in Proven, een deelgemeente van de stad Poperinge. Het lag aan de voormalige spoorlijn 76, de spoorlijn die Adinkerke met Poperinge verbond.
0,0: Adinkerke ·
7,9: Houtem-Wulveringem ·
10,6: Leisele-Isenberge ·
15,6: Beveren-Stavele ·
20,4: Roesbrugge ·
22,1: Proven ·
34,0: Poperinge